# Heleioporus eyrei
Espèce
Synonymes
- Perialia eyrei Gray, 1845
- Heleioporus insularis Loveridge, 1933

Statut de conservation UICN

 LC  : Préoccupation mineure
Heleioporus eyrei est une espèce d'amphibiens de la famille des Limnodynastidae.

## Répartition

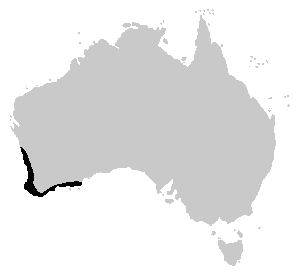
Répartition

Cette espèce est endémique d'Australie-Occidentale. Elle se rencontre du niveau de mer jusqu'à 600 m d'altitude le long des côtes du Sud-Ouest de l'État et sur les îles Rottnest et Bald,.

## Habitat et Mode de vie
Elle vit au bord des marais sablonneux où elle s'enterre pour se protéger des prédateurs et de la dessiccation. Les mâles appellent les femelles de leur terriers et la reproduction s'y déroule aussi. 80 à 500 œufs soudés dans une boule de mousse sont ainsi déposés au fond du trou. Les œufs commencent leur développent dans la mousse et attendent ensuite pour éclore que les pluies permettent de noyer leur terrier. Les têtards poursuivent leur développement normalement dans l'eau.

## Description
Elle mesure environ 65 mm de long, le mâle étant un peu plus grand que la femelle. C'est une grenouille de forme ronde avec une grosse tête et de gros yeux saillants. Le dos est brun marbré de blanc, de gris et de jaune et le ventre est blanc. Les pattes sont relativement petites pour une grenouille qui vit sous terre. À la différence de la plupart des autres grenouilles du genre Heleioporus le mâle n'a pas de callosités nuptiales sur la face interne du premier doigt des pattes avant.

## Étymologie
Cette espèce est nommée en l'honneur de Edward John Eyre (1815-1901).

## Publication originale
- Gray, 1845 : Description of some new Australian animals in Eyre, 1845 : Journals of Expeditions of Discovery into Central Australia and Overland from Adelaide to King George's Sound in the Years 1840-1, vol. 1, p. 405-411 (texte intégral).